# Stichopogon nartshuakae
Stichopogon nartshuakae är en tvåvingeart som beskrevs av Pavel Lehr 1975. Stichopogon nartshuakae ingår i släktet Stichopogon och familjen rovflugor. Inga underarter finns listade i Catalogue of Life.